# Grootste gemeenten van de Dominicaanse Republiek
Hierna volgt een lijst van de steden met meer dan honderdduizend inwoners. Voor de aantallen zijn niet de binnensteden, maar de volledige gemeenten in aanmerking genomen.
|     | ENO   | Naam                     | Inw.      | Km²     | Provincie            | Regio                   | Macro-regio     |
| --- | ----- | ------------------------ | --------- | ------- | -------------------- | ----------------------- | --------------- |
| 1.  | 32 01 | Santo Domingo Este       | 1 079 873 | 169,18  | Santo Domingo        | Ozama of: Metropolitana | Sureste         |
| 2.  | 01 01 | Santo Domingo de Guzmán  | 1 015 150 | 91,58   | Distrito Nacional    | Ozama of: Metropolitana | Sureste         |
| 3.  | 25 01 | Santiago                 | 728 615   | 474,14  | Santiago             | Cibao Norte             | Norte of: Cibao |
| 4.  | 32 03 | Santo Domingo Norte      | 602 423   | 387,92  | Santo Domingo        | Ozama of: Metropolitana | Sureste         |
| 5.  | 32 02 | Santo Domingo Oeste      | 413 464   | 54,00   | Santo Domingo        | Ozama of: Metropolitana | Sureste         |
| 6.  | 32 06 | Los Alcarrizos           | 310 399   | 45,18   | Santo Domingo        | Ozama of: Metropolitana | Sureste         |
| 7.  | 11 01 | Higüey                   | 296 722   | 2017,27 | La Altagracia        | Yuma                    | Sureste         |
| 8.  | 13 01 | La Vega                  | 255 210   | 642,07  | La Vega              | Cibao Sur               | Norte of: Cibao |
| 9.  | 21 01 | San Cristóbal            | 249 819   | 212,63  | San Cristóbal        | Valdesia                | Suroeste        |
| 10. | 23 01 | San Pedro de Macorís     | 201 681   | 146,71  | San Pedro de Macorís | Higüamo                 | Sureste         |
| 11. | 06 01 | San Francisco de Macorís | 192 132   | 759,53  | Duarte               | Cibao Nordeste          | Norte of: Cibao |
| 12. | 09 01 | Moca                     | 183 498   | 340,48  | Espaillat            | Cibao Norte             | Norte of: Cibao |
| 13. | 17 01 | Baní                     | 164 412   | 740,87  | Peravia              | Valdesia                | Suroeste        |
| 14. | 18 01 | Puerto Plata             | 162 664   | 503,02  | Puerto Plata         | Cibao Norte             | Norte of: Cibao |
| 15. | 32 04 | Boca Chica               | 161 615   | 140,85  | Santo Domingo        | Ozama of: Metropolitana | Sureste         |
| 16. | 12 01 | La Romana                | 149 418   | 272,24  | La Romana            | Yuma                    | Sureste         |
| 17. | 21 03 | Bajos de Haina           | 133 293   | 39,68   | San Cristóbal        | Valdesia                | Suroeste        |
| 18. | 28 01 | Bonao                    | 129 753   | 678,09  | Monseñor Nouel       | Cibao Sur               | Norte of: Cibao |
| 19. | 22 01 | San Juan                 | 128 853   | 1728,04 | San Juan             | El Valle                | Suroeste        |